# Canton de Savenay
Le canton de Savenay est une ancienne circonscription électorale française, située dans le département de la Loire-Atlantique (région Pays de la Loire).

## Histoire
De 1833 à 1848, les cantons de Savenay et de Saint-Gildas avaient le même conseiller général. Le nombre de conseillers généraux était limité à 30 par département.

## Représentation

### Conseillers généraux de 1833 à 2015
| Période      | Période      | Identité                                       | Étiquette              | Qualité                                                                                              |
| ------------ | ------------ | ---------------------------------------------- | ---------------------- | --- |
| 1833         | 1839         | Pierre Joseph Guillet                          |                        | Président du Tribunal civil de Savenay                                                               |
| 1839         | 1845         | Comte Amaury Fourché de Quéhillac              |                        | Propriétaire, ancien maire de Bouvron (1813-1817, 1819-1830)                                         |
| 1845         | 1847 (décès) | Théodore Mérot (1800-1847)                     |                        | Avocat, maire de Savenay, conseiller d'arrondissement                                                |
| 1847         | 1848         | Joseph Marie Desmars                           | Droite                 | Avocat, conseiller municipal de Savenay                                                              |
| 1848         | 1852         | Charles Ferdinand Pierre du Cambout de Coislin | Droite                 | Propriétaire à Campbon Représentant du peuple (1849-1851)                                            |
| 1852         | 1860 (décès) | Vincent Morin-Prémion                          |                        | Propriétaire                                                                                         |
| 1860         | 1881 (décès) | Jean Auguste Marie Oheix                       | Libéral                | Docteur-médecin à Savenay                                                                            |
| 1881         | 1887 (décès) | Ferdinand François Marie du Guiny              |                        | Propriétaire du château de la Haye de Besné Maire de Prinquiau                                       |
| 1887         | 1916 (décès) | Henri Le Cour-Grandmaison                      | Conservateur Royaliste | Armateur Sénateur (1901-1916) Maire de Campbon (1879-1899)                                           |
| 1916         | 1919         | siège vacant                                   |                        | |
| 1919         | 1940         | Henri Le Cour Grandmaison (fils du précédent)  | Conservateur           | Armateur, propriétaire du château de Coislin Maire de Campbon Nommé conseiller départemental en 1943 |
|              |              |                                                |                        | |
| 1945         | 1960 (décès) | Henri Le Cour Grandmaison                      | PRL puis DVD           | Armateur, propriétaire du château de Coislin Maire de Campbon                                        |
| 12 mars 1961 | 1967         | Georges Pineau                                 | MRP                    | Maire de Savenay (1959-1965)                                                                         |
| 1967         | 1979         | Roger Bouchet                                  | SE                     | Notaire, adjoint au maire de Savenay                                                                 |
| 1979         | 1998         | Guy Normand                                    | SE                     | Chef d'entreprise Maire de Savenay (1977-1992)                                                       |
| 1998         | 2011         | Jean-Claude Le Gall                            | PS                     | Cadre GDF retraité Maire de Savenay (1995-2008) Suppléant du député Claude Évin                      |
| 2011         | 2015         | Lénaïck Leclair                                | PS                     | Enseignante retraitée Maire de Prinquiau                                                             |

### Conseillers d'arrondissement (de 1833 à 1940)
Le canton de Savenay appartenait à l'arrondissement de Savenay jusqu'en 1868.
| Période | Période          | Identité                                 | Étiquette       | Qualité |
| ------- | ---------------- | ---------------------------------------- | --------------- | --- |
| 1833    | 1845             | Théodore Mérot                           |                 | Avocat, maire de Savenay                                                                                    |
| 1845    | 1847             | Joseph-Marie Desmars                     |                 | Avocat, propriétaire à Savenay Elu en 1847 conseiller général du canton de Saint-Gildas-des-Bois            |
|         |                  |                                          |                 | |
|         | 1882 (démission) | M. Fourcade                              |                 | |
|         |                  |                                          |                 | |
|         | 1891 (décès)     | M. Espivent de Perran                    |                 | |
|         |                  |                                          |                 | |
|         | 1901             | M. Clouet                                |                 | |
| 1901    | 1919             | Comte Géraud de Rochechouart (1865-1943) | Droite          | Ancien capitaine de cavalerie, propriétaire, maire de Prinquiau                                             |
| 1919    | 1940             | Maurice Batard                           | Républicain PSF | Notaire à Campbon                                                                                           |
| 1940    |                  |                                          |                 | Les conseils d'arrondissement ont été suspendus par la loi du 12 octobre 1940 et n'ont jamais été réactivés |

## Composition
Les données présentées sont issues des études de l'Insee.
| Nom                 | Code Insee | Intercommunalité      | Superficie (km2) | Population (dernière pop. légale) | Densité (hab./km2) |
| ------------------- | ---------- | --------------------- | ---------------- | --------------------------------- | ------------------ |
| Savenay (chef-lieu) | 44195      | CC Estuaire et Sillon | 26,00            | 8 255 (2014)                      | 318                |
| Bouée               | 44019      | CC Estuaire et Sillon | 21,29            | 918 (2014)                        | 43                 |
| Campbon             | 44025      | CC Estuaire et Sillon | 49,82            | 3 941 (2014)                      | 79                 |
| La Chapelle-Launay  | 44033      | CC Estuaire et Sillon | 24,82            | 2 842 (2014)                      | 115                |
| Lavau-sur-Loire     | 44080      | CC Estuaire et Sillon | 16,22            | 755 (2014)                        | 47                 |
| Malville            | 44089      | CC Estuaire et Sillon | 31,24            | 3 361 (2014)                      | 108                |
| Prinquiau           | 44137      | CC Estuaire et Sillon | 22,82            | 3 463 (2014)                      | 152                |
| Quilly              | 44139      | CC Estuaire et Sillon | 17,67            | 1 375 (2014)                      | 78                 |

## Démographie
| 1962   | 1968   | 1975   | 1982   | 1990   | 1999   |
| ------ | ------ | ------ | ------ | ------ | ------ |
| 12 013 | 12 002 | 13 219 | 16 278 | 17 630 | 18 253 |

| 2006   | 2007   | 2008   | 2009   | 2010   | - |
| ------ | ------ | ------ | ------ | ------ | - |
| 21 343 | 21 805 | 22 302 | 22 843 | 23 310 | - |